# Henri de Champs
Henri Leopold de Champs, född 21 juni 1869 i Stockholm, död där 19 juli 1948, var en svensk militär.
Efter skolgången slog de Champs sig in på en militär karriär och blev underlöjtnant vid fortifikationen 1890. Efter att ha genomgått Artilleri- och ingenjörhögskolan 1892–1895 blev han löjtnant vid fortifikationen sistnämnda år och vid Generalstaben 1900. de Champs befordrades till kapten där 1903 och till major där 1910. Åren 1905–1911 var han lärare i militärgeografi vid Krigshögskolan och åren 1912–1914 var han chef för Generalstabens tekniska avdelning.
Åren 1914–1916 var de Champs som överstelöjtnant chef för Bodens ingenjörkår. År 1916 blev han chef för Generalstabens topografiska avdelning. Han var även chef för Rikets allmänna kartverk. Mellan 1923 och 1934 var han chef för fortifikationen. År 1930 blev han generallöjtnant och avgick 1934. de Champs tillhörde kretsen kring Ny militär tidskrift och var sedan 1934 ordförande i Svensk-Tyska Föreningen. Han invaldes som ledamot av Krigsvetenskapsakademien 1917.
Henri de Champs var son till kommendörkaptenen Charles Eugène de Champs och Eva Skytte af Sätra. Han var bror till Charles de Champs. Henri de Champs är begravd på Norra begravningsplatsen i Solna kommun.

## Utmärkelser
- Riddare av Svärdsorden, 1911
- Riddare av Nordstjärneorden, 1917
- Kommendör av andra klassen av Svärdsorden, 1919
- Kommendör av första klassen av Svärdsorden, 1922
- Kommendör med stora korset av Svärdsorden, 1930
- Tyska örnens orden